# 瑞万库尔和达马里
瑞万库尔和达马里（法語：Juvincourt-et-Damary，法語發音：[ʒyvɛ̃kuʁ e damaʁi]）是法国大東部大區埃纳省的一个市镇，属于拉昂区。

## 地理
瑞万库尔和达马里（49°26'47"N, 3°53'32"E）面积29.82 平方千米，位于法国上法蘭西大區埃纳省，该省份为法国北部内陆省份，北起北部省，西接索姆省和瓦兹省，东临阿登省和马恩省，西南至塞纳-马恩省，东北部与比利时接壤
与瑞万库尔和达马里接壤的市镇（或旧市镇、城区）包括：阿米方丹、贝里约、贝里欧巴克、叙普河畔孔代、科尔伯尼、古德朗库尔-莱贝略、拉维尔欧布瓦-莱蓬塔韦尔、埃纳河畔新城。

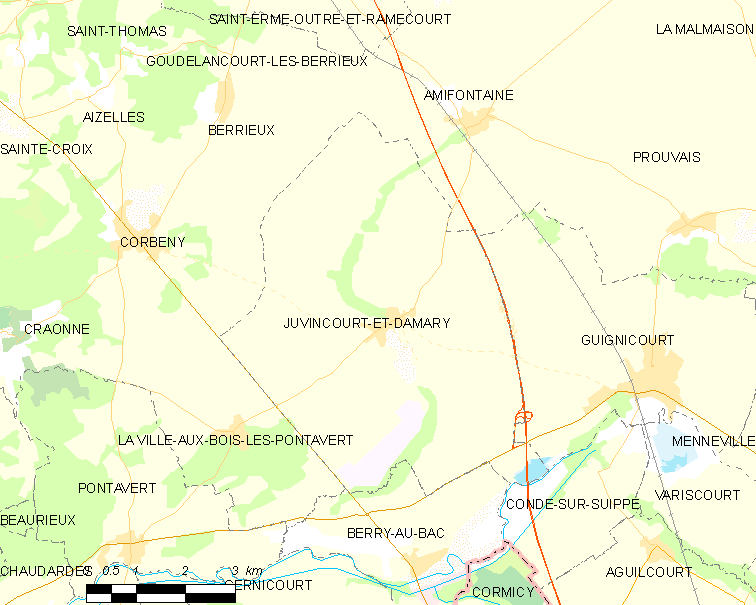
瑞万库尔和达马里的OSM定位图

瑞万库尔和达马里的时区为UTC+01:00、UTC+02:00（夏令时）。

## 行政
瑞万库尔和达马里的邮政编码为02190，INSEE市镇编码为02399。

## 政治
瑞万库尔和达马里所属的省级选区为埃纳河畔新城县。

## 人口

1962-2008年间瑞万库尔和达马里人口变化图示

瑞万库尔和达马里于2022年1月1日时的人口数量为608人。